# Німецька Східна Африка
Німе́цька Схі́дна А́фрика (нім. Deutsch-Ostafrika) — німецька колонія в Східній Африці, яка існувала в 1885—1919 рр. на території сучасних Танзанії (континентальної частини країни Танганьїки), Бурунді і Руанди.
Площа НСА була 994 996 км2 (384 170 миля2), що майже втричі перевищувало площу сучасної Німеччини і майже вдвічі перевищувало площу Німецької метрополії того часу.

## Історія
Початок колонії було покладено в 1885 році, коли німецьке керівництво надало право на освоєння територій для захисту германських інтересів торговельній компанії Карла Петерса (Carl Peters) Німецька Східно-Африканська компанія (German East Africa Company), який власне й очолив «Товариство німецької колонізації» й відразу потому новостворену колонію. У 1890 році за умовами т.зв. Занзібарського договору володіння Занзібарського султанату були поділені між Німеччиною і Британською Східною Африкою, а сам Занзібар став британським протекторатом. У складі Німецької Східної Африки опинились колишні материкові володіння Занзібарського султанату — стратегічно важливе узбережжя Індійського океану (суч. Танзанія), що приєднувалося до освоєних германцями раніше внутрішніх територій. 
Попри колоніальний статус територій, за німців почав впроваджуватися сучасніший спосіб обробітку землі, була прокладена залізниця, навчалося місцеве населення, для нього будувалися школи й створювалася писемність. Значних економічних зисків від цієї колонії Німеччина так ніколи й не отримала: Східна Африка продовжувала субсидуватися німецьким урядом. У адміністративному плані управління колонією спиралося на зв'язки з вождями племен (в перші двадцять років колонізації німцям постійно доводилось придушувати повстання тубільних народів проти колонізаторів, напр., Маджі-Маджі 1905-07 рр.).
Під час Першої світової війни, збройні сили колонії, що складалися з 3 тис. європейців і 11 тис. місцевих, очолював генерал Пауль фон Леттов-Форбек, який на початковій стадії проводив успішні бої з британськими колоніальними військами. Проте пізніше він змушений був відступати, через наступ бельгійців з боку Бельгійського Конго й браку та перебоїв з ресурсами. З невеликим загоном фон Леттов-Форбек висунувся на територію Мозамбіку і Північної Родезії, де зрештою віддав наказ про припинення вогню за три дні. Першу Світову війну було скінчено (листопад 1918 року), а фон Леттов-Форбек зі своїм загоном став, таким чином, командувачем єдиного в колоніальній Німеччині збройного формування, що не здалось ворогу. Згодом тубільні вояки, що брали участь у кампанії на боці Німецької Східної Африки, отримували пенсію від урядів Веймарської республіки та ФРН.
За умовами Версальського мирного договору (1919) Німецьку Східну Африку було поділено: західна менша частина відійшла Бельгії — тут було утворено підмандатну територію Руанда-Урунді, незначна частина (Кіонгський трикутник) на півдні стала частиною Португальського Мозамбіку, решту територій було передано у володіння Британії, що перейменувала колонію на Танганьїку. Остання лишалась залежною до 1961 року, у 1962 році проголосили незалежність Руанда та Бурунді.

## Губернатори Німецької Східної Африки (1885-1918)

Карл Петерс, 1882

- Карл Петерс (Carl Peters, *1856—†1918) — 1885—1889
- Герман фон Віссман (Hermann von Wissmann) — 1889—1891
- Юліус фон Зоден (Julius von Soden) — 1891—1893
- Фрідрих фон Шеле (Friedrich von Schele) — 1893—1895
- Герман фон Віссман (Hermann von Wissmann) — 1895—1896
- Едуард фон Ліберт (Eduard von Liebert) — 1896—1901
- Ґустав фон Ґьотцен (Gustav Adolf von Götzen) — 1901—1906
- Альбрехт фон Рехенберґ (Albrecht von Rechenberg) — 1906—1912
- Хайнріх Шнєе (Heinrich Albert Schnee) — 1912—1918